# Balta (Insel)
Balta ist eine zu den Shetland-Inseln in Schottland gehörige, 0,8 km² große, unbewohnte Insel. Sie liegt östlich vor der Insel Unst und dem Balta Sound.
1895 wurde an der Südspitze der Insel ein Leuchtturm erbaut, der 2003 zugunsten einer solarbetriebenen Anlage abgerissen wurde. Am Strand liegt ein ausgedehnter eisenzeitlicher Køkkenmødding (englisch midden), der durch Sturme erodiert. Der exponierte Abschnitt misst etwa 3,0 m und ist mehr als 1,0 m stark. Zu den Funden zählen Muscheln und Fragmente eisenzeitlicher Keramik. Auf der Südhälfte der Insel wurden 21 unmittelbar benachbarte, separate Steinfassungen identifiziert. Sie umfassen eine Fläche von 174 × 129 m. Die meisten sind oval und haben Längen von 2,5 bis 6,5 m und Breiten von 1,5 bis 4,0 m.

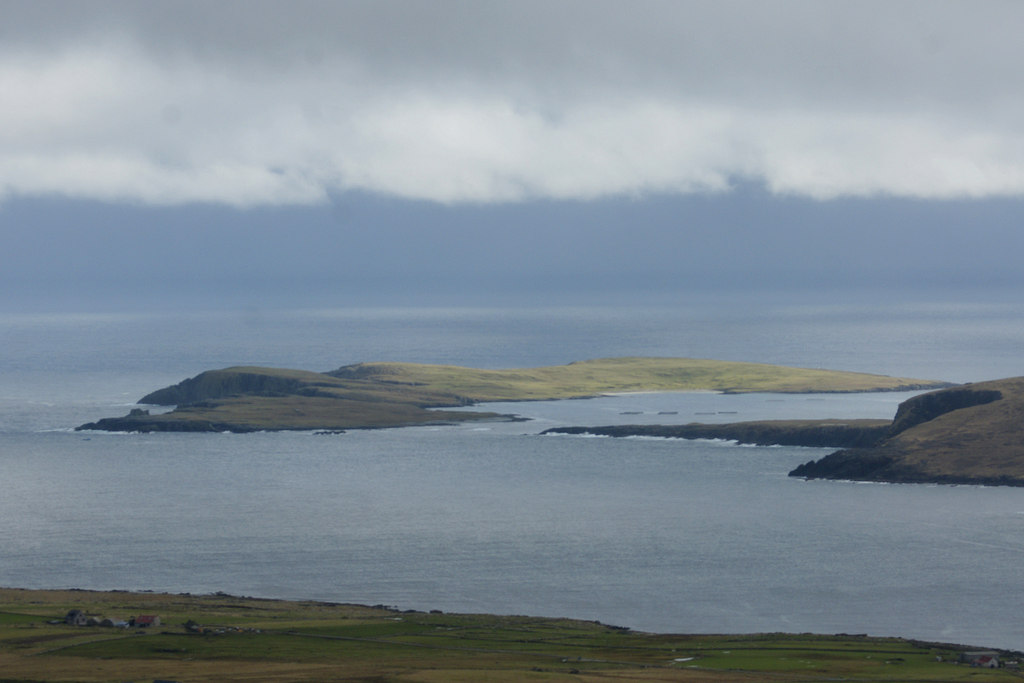
Balta